# برایکوواتس (پرییپویه)
برایکوواتس (به صربی: Brajkovac) یک منطقهٔ مسکونی در صربستان است که در پریژپولجه واقع شده‌است. برایکوواتس ۸۷ نفر جمعیت دارد.